# Maple Lake
Maple Lake é uma cidade localizada no estado americano de Minnesota, no Condado de Wright.

## Demografia
Segundo o censo americano de 2000, a sua população era de 1633 habitantes. Em 2006, foi estimada uma população de 1907, um aumento de 274 (16.8%).

## Geografia
De acordo com o United States Census Bureau tem uma área de 5,1 quilômetros quadrados, dos quais 5,0 quilômetros quadrados cobertos por terra e 0,1 quilômetros quadrados cobertos por água.

## Localidades na vizinhança
O diagrama seguinte representa as localidades num raio de 20 quilômetros ao redor de Maple Lake.